# Министерство по делам патриотов и ветеранов Республики Корея
Министерство по делам патриотов и ветеранов отвечает за поддержку и здравоохранение ветеранов, выплату пособий и признание национальных заслуг. Было создано в 1961 году первоначально как Национальное агентство по делам ветеранов. В ведении министерства находится Национальное кладбище Тэджон.